# Enric Trillas Ruiz
Enric Trillas Ruiz (Barcelona, 29 de març de 1940) és un matemàtic i professor universitari català, que fou president del Consell Superior d'Investigacions Científiques (CSIC) entre els anys 1984 i 1988.
Estudià Ciències, en l'extensió de matemàtiques a la Universitat de Barcelona, on es llicencià el 1964, i posteriorment es va doctorar el 1972. Entre els anys 1974 i 1985 fou catedràtic de matemàtica a l'Escola d'Arquitectura de Barcelona (ETSAB), adscrita a la Universitat Politècnica de Catalunya, de la qual també fou catedràtic entre 1985 i 1989. En aquesta universitat fou, a més, sotsdirector de l'ETSAB, vicedegà de la Facultat d'Informàtica de Barcelona i vicerector d'ordenació acadèmica entre 1980 i 1982, i d'extensió universitària entre 1982 i 1983. Ha estat membre del Consell Científic i Tecnològic de la Generalitat de Catalunya i, des de 1983, delegat de la Direcció General de Política Científica del Ministeri d'Educació i Ciència en el comitè de política científica i tecnològica de l'Organització per a la Cooperació i el Desenvolupament Econòmic (OCDE).
Del 1989 al 2006 fou catedràtic de computació i intel·ligència artificial a la Universitat Politècnica de Madrid. President del Consell Superior d'Investigacions Científiques (CSIC) des de l'any 1984 al 1988, i fou director general de l'Institut Nacional de Tècnica Aeroespacial (1989-95), secretari general del Pla Nacional d'R+D (1995-96) i primer director de l'Escola d'Arquitectura de Sabadell. Enric Trillas ha estat investigador emèrit del European Centre for Soft Computing de Mieres, a Astúries.
Ha estat autor de nombroses publicacions, i es pot considerar un dels pioners i capdavanters a l'Estat espanyol dels espais mètrics generalitzats, teoria que ha unificat els conceptes mètrics de Maurice Fréchet, Karl Menger i Frigyes Riesz, i també de la lògica difusa.

## Reconeixements[1]
- Pioneer Award de la European Society For Fuzzy Logic and Technologies (EUSFLAT, 1999)
- Ingrés com a Fellow de la International Fuzzy System Association (IFSA) (1999)
- Fuzzy Systems Pioneer Award (2005)
- Orde al Mèrit de la República Italiana (1986)
- Gran Creu del Mèrit Aeronàutic de l'Estat espanyol (1991)
- Medalla Narcís Monturiol, al mèrit científic i tecnològic, atorgat per la Generalitat de Catalunya (2000)
- Doctor honoris causa per la Universitat Pública de Navarra (2013)[3]
- Doctor honoris causa per la Universitat de Santiago de Compostel·la (2016)[4]